# Mahadra

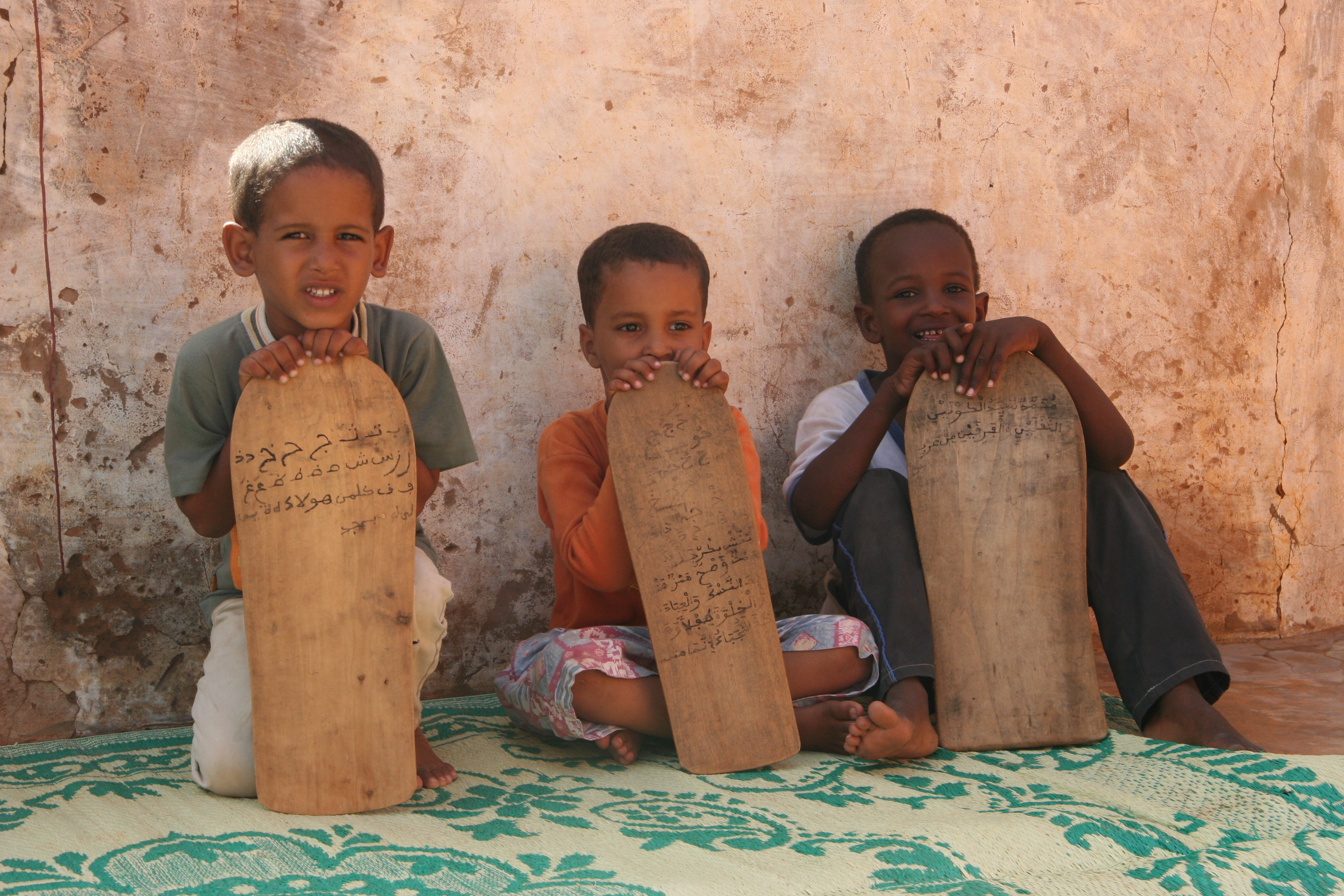
Mahadra-Schüler mit ihren Holztafeln, wie sie in diesen Lehreinrichtungen verwendet werden

Eine Mahadra (arabisch محضرة, DMG maḥḍara oder محظرة maḥẓara) ist eine traditionelle islamische Schule bei den Beduinen in den Wüstengebieten Mauretaniens, besonders in der Region Schinqīt. Mahadras werden von einem Scheich geleitet, vermitteln islamisch-religiöse Bildung und stellen das Rückgrat des intellektuellen und kulturellen Lebens in der mauretanischen Wüste dar. Außerdem gelten sie als Symbol der kulturellen Identität der mauretanischen Gesellschaft. Der mauretanische Gelehrte Chalīl an-Nahwī hat die Mahadra als eine „beduinische und mobile Volksuniversität“ bezeichnet, die sich vor allem auf mündlichen Vortrag stützt, auf individualisierte Wissensvermittlung ausgerichtet ist und auf Freiwilligkeit beruht. Mahadra-Scheiche beraten auch Stammeschefs der Region und vermitteln bei tribalen Konflikten. Nach Angaben des mauretanischen Religionsministers gab es im Jahre 2010 in Mauretanien 6.718 Mahadras. Die Mahadra-Scheiche beziehen sich in ihrem Unterricht üblicherweise auf die malikitische Rechtsschule und die aschʿaritische Theologie. Die Pflege des „gesellschaftsspezifischen Sondergepräges der Mahadra“ ist seit Ende der 1980er Jahre „ideologischer Programmpunkt“ offizieller mauretanischer Bildungspolitik.

## Herkunft und Bedeutung des Wortes
Die Mahadra oder Mahdara/Mahzara war eigentlich der Bereich, der das Zelt des Scheichs umgab, in dem er mit seinen Schülern ihre Gebete verrichtete und den Unterricht durchführte. Die Herkunft des Wortes ist unklar. Eine Erklärung lautet, dass es von dem arabischen Verb ḥaẓara abgeleitet ist, das „sperren, verbieten, untersagen“ bedeutet und deswegen für die Institution verwendet wurde, weil der Lehrer seine Schüler dazu zwang, in ihren Zelten zu bleiben und sich auf das Lernen zu konzentrieren, anstatt in der Nachbarschaft umherzuwandern. Eine andere Erklärung besagt, dass die Bedeutung des Wortes sich auf den spirituellen Schutz bezieht, den der Lehrer und seine Schüler genießen. Die Mahzara ist demnach gewissermaßen ein Zufluchtsort für Lernende, die diesen Schutz erhalten, solange sie keine Verstöße begehen, ihnen aber auch abverlangt, Fehlverhalten zu vermeiden. Wiederum andere Erklärungen leiten das Wort von dem Substantiv muḥāḍara („Vortrag, Vorlesung, Kolleg“) ab oder dem zugrundeliegenden Verbalstamm ḥaḍara („zugegen sein, teilnehmen, besuchen“).

## Idealtypische Merkmale

### Lehrinhalte
Chalīl an-Nahwī meint, dass es sich bei der Mahadra um eine Universität handelt, weil „sie dem Studenten enzyklopädische Kenntnisse in verschiedenen Disziplinen des ererbten Wissen vermittelt“. Die Lehrinhalte, die in der Mahadra unterrichtet werden, gleichen denen einer traditionellen Madrasa. Zu ihnen gehören:
- Koran: seine Memorierung, Orthographie, Rezitation, Exegese und die übrigen Koranwissenschaften
- Hadith: seine Texte, Terminologie und Gewährsleute
- Glaubenslehre: Kalām-Wissenschaft und Sufismus
- Fiqh: seine Grundlagen, Maximen und praktischen Anwendungen
- Prophetenvita, Geschichte und arabische Genealogie
- Ethik und Verhaltensregeln
- Arabische Lexik und Literatur: Gedichtsammlungen und Prosatexte (Makamen)
- Arabische Grammatik: Syntax und Morphologie
- Arabische Metrik und Reimlehre
- Arabische Rhetorik: Sprachliche Ausdrücke, Metaphern und Bildersprache
- Logik
- Magische Eigenschaften der Buchstaben
- Arithmetik und Geometrie
- Geographie und Astronomie
- Medizin[10]

Nach Michael Hirth sind die Mahadras Ostmauretaniens für ihre Kenntnis der Koranexegese und theologische Studien bekannt, diejenigen im Norden für ihre Kompetenz in Rechtsfragen und diejenigen in der Region Trarza im Süden für die arabische Literatur und Grammatik.

### Zusammensetzung der Schülerschaft
Die Schüler nehmen den Unterricht an der Mahadra üblicherweise im Alter zwischen zwölf und fünfzehn Jahren auf, nachdem sie unter Anleitung von Familienmitgliedern wie Müttern, Tanten, Großmüttern, oder Nachbarn grundlegende Lese- und Schreibfähigkeiten erlernt, den gesamten Koran auswendig gelernt haben. An Mahdaras können sowohl Jungen als auch Mädchen studieren. Auch einige bedeutende Mahdara-Lehrpersonen sind Frauen. Eine qualitative Studie, die in den 2000er Jahren durchgeführt wurde, hat ergeben, dass die meisten Interviewten das Studium einer Mahdara vor allem als Jenseitsvorsorge betrachten.
Chalīl an-Nahwī meint, dass es sich bei der Mahadra deswegen um eine Volksuniversität handele, weil sie jeden aufnehme, der zu ihr komme, ganz gleich welches kulturelle Niveau oder Geschlecht er habe oder welcher Altersgruppe oder sozialen Schicht er angehöre. Sie stehe sowohl dem Anfänger als auch dem Gebildeten offen, der seine Kenntnisse erneuern, ausweiten oder vertiefen wolle. Die Mahdara werde von Kindern aufgesucht, genauso wie von alten Männern und Frauen (unter Einhaltung der Anstandsregeln), von Armen wie von Wohlhabenden. Sie biete jedem Lernenden die von ihm angestrebten Arten des Wissens entsprechend seinem intellektuellen Niveau, Interesse und Auffassungsgabe.
Möglicherweise ist diese Offenheit aber auch erst eine neuere Entwicklung, denn nach Angabe von Michael Hirth war der Besuch der Mahadra bis in die französische Kolonialzeit nur einer Minderheit aus den Zaouia-Familie gestattet. Auch das Verständnis der Mahadra als einer Lehrinstitution für fortgeschrittene Schüler und Erwachsene scheint sich erst in jüngerer Zeit entwickelt zu haben, denn J. Beyries beschreibt die Mahadra 1935 noch als eine Koranschule, die von Jungen und Mädchen bis zum zehnten Lebensjahr besucht wird.

### Der beduinische und mobile Charakter
Die Mahadras sind in Zelten untergebracht, die üblicherweise von einheimischen Frauen errichtet werden, oder in Tikkit-Hütten aus Akazienzweigen und Holz. Wenn die Mahadra-Scheiche, die üblicherweise selbst Nomaden sind, auf der Suche nach Wasser und Weideland für ihre Herden ihr Lager verlegen, ziehen die Mahadras mit. Nach Chalīl an-Nahwī ist der beduinische und mobile Charakter das auffälligste Kennzeichen der Mahadras. Zwar seien sie zuerst in den Städten entstanden, doch hätten sie sich erst in der Steppe (bādiya) entwickelt und ihre Persönlichkeit entfaltet. Eine Institution von solchem Charakter könne von daher nicht sesshaft und unbeweglich sein. Vielmehr habe sie einen nomadischen und unbeständigen Status entsprechend den Wanderbewegungen der Beduinen auf ihrer Suche nach Futter und Weideplätzen für ihre Kamele und ihr Vieh. Wegen dieses nomadischen Charakters wird die Mahadra auch als „Kamelrückenschule“ (école à dos de chameau) bezeichnet.
Der mauretanische Gelehrte Mohammed El-Mokhtar Ould Bah schreibt zum beduinischen Charakter der Mahadra:

„Für denjenigen, der die Mahdaras nicht gesehen hat, ist es schwer, sie sich vorzustellen, weil das Beduinendasein mit Dummheit und Unwissen assoziiert wird und Kultur ein Teil von Sesshaftigkeit ist. Die Zentren des Wissens und der Lehre werden allgemein mit den Instituten und Universitäten assoziiert, deren Renommee sich mit dem der Städte verbindet, die sie beheimaten. Doch sind die Mahdaras einzigartig. In einigen Zeltlagern von Beduinen, die zwischen den Ufern des Senegal-Flusses und dem Wadi von Saguia el Hamra hin und herziehend nach Weidegründen suchen, triffst du einen Scheich, der in seiner einfachen Kleidung wie die übrigen Beduinen aussieht. Das Einzige, was ihn von den übrigen Angehörigen des Lagers unterscheidet, ist die je nach Zeit mehr oder weniger große Gruppe junger Leute vor seinem Zelt. Sie haben sich unter Bäumen niedergelassen oder einer Hütte aus Holz und Halmen, die immer wieder neu aufgebaut wird, wenn die Verwandtschaft des Scheichs weiterzieht. Das sind die Schüler der Mahdara.“

Chalīl an-Nahwī erklärt den Vorzug dieses mobilen Charakters der Mahadra mit den folgenden Worten: „Die Studenten und ihre Scheiche können den Genuss des Wissens mit dem Genuss des Umherziehens verbinden. Und das Studium hält sie nicht davon ab, nach Weiden und Orten von Regenfällen zu suchen, um den Lebensunterhalt in einer kargen Umwelt zu sichern.“

### Die Rolle von mündlichem Vortrag und Mnemotechniken
Mit den anderen traditionellen islamischen Erziehungsinstitutionen teilt die Mahadra den Wesenszug, dass sie sich vor allem auf den mündlichen Vortrag (talqīn) stützt. Nach Chalīl an-Nahwī wird dieser Aspekt von den schinqītischen Gelehrten viel betont. Sie insistieren darauf, das Wissen „aus den Mündern der Männer“ (min afwāh ar-riǧāl) zu empfangen, und vertrauen wegen möglicher Fehler der Verfasser und Kopisten nicht auf Bücher, auch wenn sie sie sich anschaffen. Neben mündlichem Vortrag spielt das Auswendiglernen eine wichtige Rolle. Die Ausbildung stützt sich weitgehend auf die Verwendung gelehrter Gedichte, in denen der Lehrstoff zusammengefasst ist. Die Mahadra-Scheiche beziehen sich in ihrem Unterricht üblicherweise auf die malikitische Rechtsschule und die aschʿaritische Theologie.
Die Schüler schreiben den Lernstoff üblicherweise auf Holztafeln. Viel werden in der Mahadra auch Merksprüche verwendet, um das Einprägen der Lerninhalte zu erleichtern. So dient zum Beispiel der arabische Satz ʿiš laka rizq („Leb, dann hast du genug zum Überleben hast“) als Merkspruch zum Einprägen der sieben Erbhindernisse im malikitischen Recht: Das ʿAin ist der Anfangsbuchstabe des Ausdrucks ʿadam al-istihlāl („Totgeburt“), das Schīn  steht für šakk as-sabaq („Ungewissheit darüber, welche Person zuerst ums Leben kam“), das Lām für liʿān („Leugnung der Vaterschaft“), das Kāf für kufr, also Unglauben, das Rā' für riqq, also Sklaverei, das Zāy für walad az-zinā, also das uneheliche Kind, und das Qāf für qatl ʿamd, also vorsätzliche Tötung. Diese mnemonische Formel, die in den maurischen Mahdaras verwendet wird, wird schon von einigen malikitischen Kommentatoren zitiert.

### Die Ausrichtung auf Einzelpersonen
Der Unterricht in der Mahadra ist sowohl hinsichtlich der Lehrenden als auch der Lernenden auf Einzelpersonen ausgerichtet. Die Lehrzirkel werden üblicherweise von einer Person geleitet, nämlich dem Marabout und Scheich der Mahadra. Er ist gewöhnlich ein Mann mit umfangreichen Wissen, der entweder auf einige religiöse oder sprachliche Wissensfelder spezialisiert ist oder über enzyklopädisches Wissen verfügt, mit dem er bei anderen Anerkennung findet. Auf diesen Scheich ist die Mahadra bezogen, und unter seinem Namen oder demjenigen seiner Familie ist sie bekannt. Anders als Madrasa-Schulen, die üblicherweise über eine Waqf-Stiftung begründet und durch sie finanziell unterhalten werden, gehen die Mahadras allein auf die Initiative des Scheichs zurück und sind an seine Person gebunden. Dies bedeutet, dass die Mahadra solange in Betrieb ist, wie er am Leben ist, und stirbt, wenn er stirbt. Das schließt allerdings nicht aus, dass sich der Scheich beim Unterrichten von fortgeschrittenen Schülern helfen lässt. Mahdara-Scheiche gehen nicht in den Ruhestand, es sei denn, eine schwere Krankheit hindert sie an der Lehre.
Zwar gibt es an manchen großen Mahadras, zum Beispiel in Oualata, mehr als einen Lehrer, doch ist das Ein-Lehrer-Prinzip die Regel im Mahadra-System. Allerdings ist die Mahadra nach Chalīl an-Nahwī ein Zentrum des Austauschs von Wissen und ein Dialogforum des Nehmens und Gebens. Häufig wohnen Gelehrte des Lagers dem Unterricht bei und tragen das ihrige bei, indem sie die Aussagen des Scheichs kommentieren oder Nachfragen stellen. So überlassen sie die Angelegenheit dem Scheich nicht völlig allein, und dieser hat keine absolute Stellung.
Umgekehrt ist auch die Lehre auf den individuellen Lernenden ausgerichtet, insofern als nach der allgemeinen Regel jeder Schüler eigenen Unterricht erhält, den er unter Berücksichtigung seines Wissensstandes, seiner Interessen, des Charakters der Mahadra und anderer Kriterien selbst wählt. Der Scheich widmet ihm allein eine Unterrichtsstunde, in der er ihm die Dinge erklärt, auf seine Fragen antwortet und sich vergewissert, dass er den Unterrichtsstoff verstanden hat. So ist der Schüler von allen Festlegungen befreit, die ihn sonst daran hindern würden, die Studienleistungen in der seiner intellektuellen Kapazität entsprechenden Geschwindigkeit zu erbringen. Er ist weder an bestimmte Studienzeiten noch an eine Lerngruppe gebunden, die sich bei ihrem Tempo an den Schwachen ausrichtet.
Die Mahadra-Ausbildung wird mit Erteilung einer Idschāza abgeschlossen. Absolventen, die eine unbeschränkte Idschāza erworben haben, sind befugt, eine eigene Mahadra in ihrer Nachbarschaft zu eröffnen.

### Das Prinzip der Freiwilligkeit
Der Mahadra-Betrieb erfolgt vollständig auf freiwilliger Basis. Der Scheich der Mahadra hat keinen Anspruch auf finanzielle Entschädigung für seine wissenschaftlichen Bemühungen. Zwar kann er Geschenke annehmen, doch verschmäht er es üblicherweise, eine Gegenleistung für seinen Einsatz zu verlangen, weil er sein Wissen aus Großzügigkeit spendet. Der Wohlhabende und der Bedürftige sollen von ihm gleich behandelt werden. Von daher unterscheidet sich der Mahadra-Scheich von dem Lehrer einer Koranschule, denn dieser erhält mittwochs und zum Anlass der Memorierung eines Koranteils symbolische Geschenke.
Die Scheiche kommen, wenn sie wohlhabend sind, selbst für die Grundbedürfnisse ihrer Schüler auf und nutzen dafür ihr persönliches Einkommen aus Kühen und Kamelen. Die Schüler beteiligen sich am Weiden und an der Pflege des Weideviehs. Wenn in einer Schule viele bedürftige Schüler sind, werden diese manchmal auch von Dörfern der Nachbarschaft mit Essen versorgt. Zu den festen Bräuchen in den Dörfern gehört, bei einer ʿAqīqa-Zeremonie das Fleisch des Opfertiers an eine Schule zu geben. Desgleichen werden auch bei Hochzeiten Schlachttiere und Nahrungsmittel an die Mahadra gespendet.
Die Freiwilligkeit auf Seiten des Studierenden zeigt sich darin, dass sich der Lehrer weder qualitativ, noch qualitativ in seine Wahl des Unterrichtsstoffes und auch nur selten in die Bestimmung der Studienzeit einmischt. Er stellt auch bei seinem Wegbleiben keine Nachforschungen an, außer um sich seiner Gesundheit zu versichern. Der Schüler ist somit sein eigener Aufseher und nur sich selbst gegenüber verantwortlich. Er kommt in die Mahadra, wann er will, wählt selbst den Text aus, den er studieren will, und bleibt weg, wann er will. Und er muss auch nicht mit Vorwürfen rechnen, wenn er im Fall, dass ihm der Unterricht seines Scheichs nicht zusagt, sofort zu einem anderen Scheich wechselt. Chalīl an-Nahwī schreibt dazu: „So ist der Scheich vor dem Schüler gewissermaßen wie ein Schüler, denn er lässt sich im Unterricht mutig auf seine Wahl ein. Wenn er darin erfolgreich ist, gewinnt er sein Vertrauen. Und wenn er scheitert, wendet sich der Schüler, wann auch immer will, von ihm ab und einem anderen zu.“

## Anzahl, Größe und Typen der Mahadras

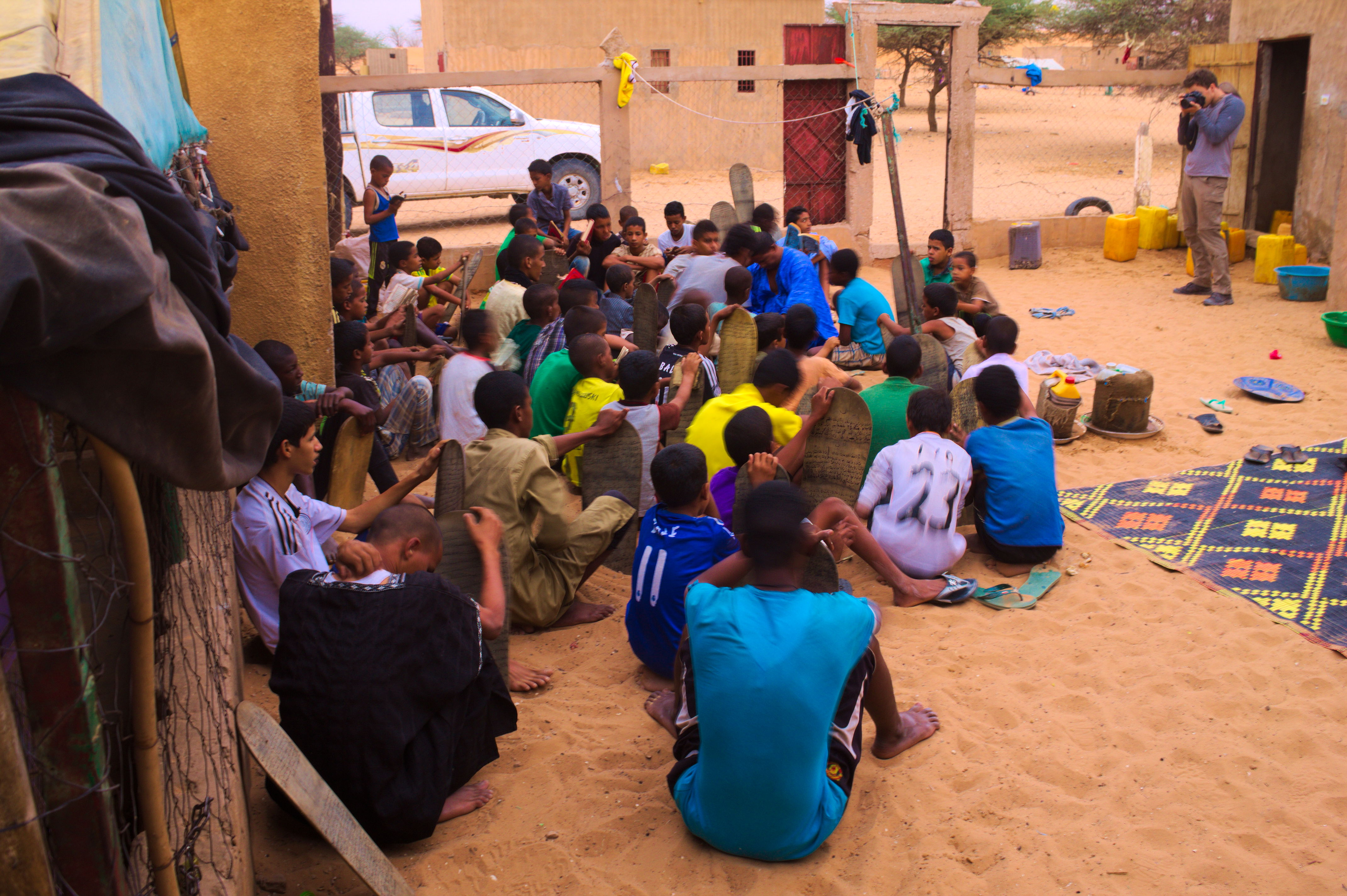
Koran-Mahadra

Insgesamt ist die Anzahl der Mahadras in den letzten Jahrzehnten stark gestiegen. Eine Schätzung von 1973 aus fünf Regionen (Assaba, Hodh El Gharbi, Hodh Ech Chargui, Gorgol und Brakna) ergab die Anzahl von 107 Mahadras mit 3.600 bis 5.000 Schülern. 1978 wurden 170 Mahadras gezählt, von denen 100 mittleres Niveau und 70 höheres Niveau hatten. Nach anderen Zahlen gab es 1984 45 Mahadras universitären Charakters, 49 mit Sekundarstufencharakter und 350 mit Anfängerniveau. Die kleinste Schule zählte 12 Schüler, die größte 250. Die Mehrzahl der Schulen hatte zwischen 25 und 50 Schüler.
Eine Erhebung von 1995, die insgesamt 1.728 Mahdaras in Mauretanien zählte, unterschied drei verschiedene Typen von Mahdaras:
1. Ein Typ, der als komprehensiv bezeichnet werden kann, vermittelt den Lernenden eine primäre und sekundäre Ausbildung in den Fächern Koranrezitation, Koranexegese, Hadith, Theologie, Grammatik, Rhetorik, Arithmetik, Logik usw. Nach einer 1995 durchgeführten Erhebung gab es in diesem Jahr in Mauretanien ca. 151 solcher Mahdaras mit fast 11.130 Studenten.
2. Der zweite Typ ist die spezialisierte Mahdara mit einem begrenzten Umfang an Disziplinen, wie Koran, Fiqh und Theologie. Die Lehrer dieser Mahdaras lehren ausschließlich Sprache, Usūl al-fiqh und Logik. Nach derselben Erhebung gab es 1995 246 solcher Mahdaras mit 23.781 Studenten.
3. Die dritte Kategorie ist die Koran-Mahdara, in der die Schüler Schreiben lernen und den Koran auswendig lernen. Die Koran-Mahdaras sind in Mauretanien geradezu allgegenwärtig. Nach derselben Erhebung wurde ihre Anzahl 1995 auf 1.331 Schulen mit etwa 54.009 Schülern geschätzt.[3]

Ein Drittel der Studierenden der drei Mahdara-Typen zusammengenommen waren weiblich, der Rest männlich.

## Geschichte
Die Mauren, also die Hauptbevölkerung Mauretaniens, führen die Geschichte der Mahadra auf die Almoraviden-Bewegung und den ersten von ʿAbdallāh ibn Yāsīn (gest. 1056 n. Chr.) gegründeten Ribāt zurück. Was für die Richtigkeit dieser Ansicht spricht, ist die Ähnlichkeit zwischen der Mahadra und den Schulen der Almoraviden bezüglich der Wahl der Wüste als Ort des Lernens und der religiösen Zusammenkünfte, die Art und Weise, wie sich die Schüler in der Mahadra versammelten, die Lebensstil und der Titel der Religionslehrer als Murābitūn. Unter der Herrschaft der Almoraviden verbreitete sich der Lehrstil der Sahara-Beduinen in Wüstenstädte wie Oualata, Aoudaghost, Boutilimit und Ouadane, wobei Schinqīt zu dem wichtigsten Mahdara-Zentrum wurde.
Der Widerstand der Stämme in Mauretanien gegen die Franzosen in den Jahren 1860 und 1892 wurde von Mahadra-Scheichen angeführt. Mahadra-Scheiche führten im frühen 20. Jahrhundert eine Kampagne gegen die französischen Schulen an und verboten die Einschreibung in diesen Schulen. In der Zeit nach der Unabhängigkeit Mauretaniens spielten Mahdara-Absolventen durch die Gründung verschiedener politischer Organisationen eine bedeutende Rolle. Die meisten politischen Oppositionsbewegungen wurden von Mahdara-Absolventen angeführt, insbesondere von denen aus der Mahadra von Badah ould al-Bussiri, dem Großmufti Mauretaniens. Die Mahadra selbst hat in der Zeit nach der Unabhängigkeit im Wesentlichen seine traditionelle Form bewahrt. Infolgedessen kam es zu einer Spaltung der Anhänger des Mahdara in diejenigen, die eine Reform nach modernen Systemen forderten, und diejenigen, die darauf bestanden, dass die Mahdara unverändert und unverfälscht bleiben sollte.
In Anbetracht „des Versagens des formalen Schulsystems vor der mauretanischen Realität“ und des hohen Prozentsatzes an Analphabeten setzte Mitte der 1980er Jahre ein steigendes nationales Interesse an der Neubewertung der Mahadra ein. Außerdem wurde die Mahadra ein wichtiges Element mauretanischer nationaler Identitätspolitik. So betonte der Nationale Entwicklungsplan von 1989 „die wichtige Rolle, die die Mahadra bei der Ausbildung der nationalen Führer, der Verbreitung der arabisch-muslimischen Kultur im Allgemeinen und im Speziellen der Anhebung des Bildes unseres Landes auf internationaler Ebene gespielt hat.“ Das Programme de Consolidation et Relance 1989–1991 band die Mahadra in eine erstmalig formulierte Grundbedürfnisstrategie ein. Durch den amerikanischen Mahadra-Absolventen Hamza Yusuf, der 2009 in Berkeley, Kalifornien, das Zaytuna College gründete, ist die Mahadra-Kultur seitdem tatsächlich auch international bekannter geworden. 2023 wurde sie in die UNESCO-Liste des immateriellen Kulturerbes der Menschheit aufgenommen.

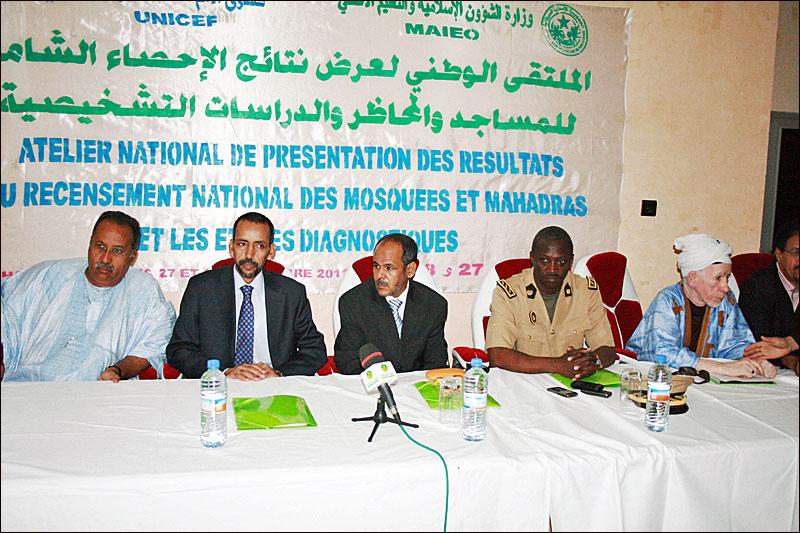
Konferenz in Nouakchott von 2011 über die Reform der Mahadra-Ausbildung

Allerdings ist das Mahadra-System in Mauretanien selbst durch den massiven sozialen Wandel bedroht, der seit den 1960er Jahren stattgefunden hat. So hat sich das demographische Verhältnis zwischen ländlicher und städtischer Bevölkerung zwischen 1965 und 2000 verkehrt: Während 1965 noch 91 Prozent auf dem Land lebten, waren es im Jahre 2000 nur noch 4,8 Prozent. Zum anderen finden in Mauretanien immer weniger Menschen Zeit, sich einer Mahadra-Ausbildung zu unterziehen oder selbst eine Mahadra zu unterhalten, weil sie nicht mehr Vieh- oder Kamelzucht treiben, sondern ihren Lebensunterhalt nur mit anderen zeitaufwendigeren Tätigkeiten sichern können.

## Belege
1. 1 2 3  Ladjal/Bensaid: “Desert-Based Muslim Religious Education: Mahdara as a Model”. 2017, S. 530.
2. 1 2  an-Naḥwī: Bilād Šinqīṭ, al-Manāra… wa-r-ribāṭ. 1987, S. 53.
3. 1 2 3  Ladjal/Bensaid: “Desert-Based Muslim Religious Education: Mahdara as a Model”. 2017, S. 533.
4. 1 2  Ladjal/Bensaid: “The Struggle of Traditional Religious Education in West Africa”. 2019, S. 155.
5. 1 2  Ladjal/Bensaid: “Desert-Based Muslim Religious Education: Mahdara as a Model”. 2017, S. 535f.
6. 1 2  Hirth: Traditionelle Bildung und Erziehung in Mauretanien. 1991, S. 238.
7. ↑  Ladjal/Bensaid: “Desert-Based Muslim Religious Education: Mahdara as a Model”. 2017, S. 531f.
8. ↑  Hirth: Traditionelle Bildung und Erziehung in Mauretanien. 1991, S. 34.
9. ↑  Ladjal/Bensaid: “Desert-Based Muslim Religious Education: Mahdara as a Model”. 2017, S. 538.
10. ↑  an-Naḥwī: Bilād Šinqīṭ, al-Manāra… wa-r-ribāṭ. 1987, S. 53f.
11. 1 2  Hirth: Traditionelle Bildung und Erziehung in Mauretanien. 1991, S. 112.
12. 1 2  Ladjal/Bensaid: “Desert-Based Muslim Religious Education: Mahdara as a Model”. 2017, S. 534.
13. ↑  Ladjal/Bensaid: “Desert-Based Muslim Religious Education: Mahdara as a Model”. 2017, S. 535.
14. ↑  Ould Maouloud: L'éducation non formelle islamique mahadra de Mauritanie. 2018, S. 136.
15. ↑  an-Naḥwī: Bilād Šinqīṭ, al-Manāra… wa-r-ribāṭ. 1987, S. 54.
16. ↑  J. Beyries: «Note sur l'enseignement et les moeurs scholaires indigènes en Mauritanie» in Revue des Études Islamiques 9 (1935) 39–51. Hier S. 42.
17. ↑  an-Naḥwī: Bilād Šinqīṭ, al-Manāra… wa-r-ribāṭ. 1987, S. 55.
18. ↑  So zum Beispiel im Titel von Ould Ahmedous 1997 in Paris erschienenem Buch: Enseignement traditionnel en Mauritanie: la Mahadra ou l'école "à dos de chameau".
19. ↑  Muḥammad al-Muḫtār wuld Abbāh: aš-Šiʿr wa-š-šuʿarāʾ fī Mūrītāniyā. Dār al-Amān, Rabat 2003. S. 28f.
20. ↑  an-Naḥwī: Bilād Šinqīṭ, al-Manāra… wa-r-ribāṭ. 1987, S. 56.
21. 1 2  an-Naḥwī: Bilād Šinqīṭ, al-Manāra… wa-r-ribāṭ. 1987, S. 57.
22. ↑  Ladjal/Bensaid: “Desert-Based Muslim Religious Education: Mahdara as a Model”. 2017, S. 535.
23. ↑  El Hamel: “The Transmission of Islamic Knowledge in Moorish Society”. 1999, S. 69.
24. ↑  Corinne Fortier: «'Une pédagogie coranique': modes de transmission des savoirs islamiques (Mauritanie)» in Cahiers d'études africaines 169-170 (2003) S. 235–260. Hier S. 243.
25. ↑  Ladjal/Bensaid: “Desert-Based Muslim Religious Education: Mahdara as a Model”. 2017, S. 538f.
26. ↑  an-Naḥwī: Bilād Šinqīṭ, al-Manāra… wa-r-ribāṭ. 1987, S. 127.
27. 1 2  an-Naḥwī: Bilād Šinqīṭ, al-Manāra… wa-r-ribāṭ. 1987, S. 58.
28. ↑  Ladjal/Bensaid: “Desert-Based Muslim Religious Education: Mahdara as a Model”. 2017, S. 537.
29. ↑  an-Naḥwī: Bilād Šinqīṭ, al-Manāra… wa-r-ribāṭ. 1987, S. 59.
30. ↑  Ladjal/Bensaid: “Desert-Based Muslim Religious Education: Mahdara as a Model”. 2017, S. 537f.
31. ↑  an-Naḥwī: Bilād Šinqīṭ, al-Manāra… wa-r-ribāṭ. 1987, S. 144.
32. ↑  an-Naḥwī: Bilād Šinqīṭ, al-Manāra… wa-r-ribāṭ. 1987, S. 59f.
33. ↑  Hirth: Traditionelle Bildung und Erziehung in Mauretanien. 1991, S. 114.
34. ↑  Hirth: Traditionelle Bildung und Erziehung in Mauretanien. 1991, S. 115.
35. ↑  Ould Maouloud: L'éducation non formelle islamique mahadra de Mauritanie. 2018, S. 104.
36. ↑  El Hamel: “The Transmission of Islamic Knowledge in Moorish Society”. 1999, S. 67.
37. ↑  Ladjal/Bensaid: “Desert-Based Muslim Religious Education: Mahdara as a Model”. 2017, S. 532.
38. 1 2  Ladjal/Bensaid: “Desert-Based Muslim Religious Education: Mahdara as a Model”. 2017, S. 531.
39. ↑  Hirth: Traditionelle Bildung und Erziehung in Mauretanien. 1991, S. 237.
40. ↑  Hirth: Traditionelle Bildung und Erziehung in Mauretanien. 1991, S. 35.
41. ↑  Mahadra, a community system for transmission of traditional knowledge and oral expressions. UNESCO Intangible Cultural Heritage, 20.
42. ↑  Ould Maouloud: L'éducation non formelle islamique mahadra de Mauritanie. 2018, S. 109.
43. ↑  Ould Maouloud: L'éducation non formelle islamique mahadra de Mauritanie. 2018, S. 111.